# 米德韋 (阿肯色州溫泉縣)
米德韋（英語：Midway）是一個位於美國阿肯色州溫泉縣的市鎮。

## 地理
米德韋的座標為34°15′15″N 92°57′49″W / 34.25417°N 92.96361°W，而該地的平均海拔高度為82米（即269英尺）。

## 人口
根據2020年美國人口普查的數據，米德韋的面積為9.16平方千米，當中陸地面積為9.12平方千米，而水域面積為0.04平方千米。當地共有人口389人，而人口密度為每平方千米42人。